# Kanton Le Mans-Sud-Est
Der Kanton Le Mans-Sud-Est war von 1982 bis 2015 ein französischer Wahlkreis im Arrondissement Le Mans, im Département Sarthe und in der Region Pays de la Loire; sein Hauptort war Le Mans.

## Geografie
Der Kanton umfasste das 1855 nach Le Mans eingemeindete Dorf Pontlieue, Arbeitersiedlungen aus der Zwischenkriegszeit, ältere Großsiedlungen wie Ronceray-Glonnières (erbaut nach 1960) und jüngere Großsiedlungen wie Vauguyon-les Sources. Zudem liegt die Rennstrecke des 24-Stunden-Rennens von Le Mans im Süden des Kantonsgebiets. In diesem großteils noch natürlichen Teil des Kantons lag auch die zum Kanton gehörende Gemeinde Ruaudin (südöstlich der Stadt Le Mans). Der Kanton lag im Zentrum des Départements Sarthe. Er grenzte im Nordosten und im Osten an den Kanton Le Mans-Est-Campagne, im Süden an den Kanton Écommoy und im Westen an den Kanton Le Mans-Sud-Ouest.

## Gemeinden
Der Kanton bestand aus einigen südlichen Vierteln der Stadt Le Mans (angegeben ist hier die Gesamteinwohnerzahl der Stadt, im Kanton lebten etwa 20.300 Einwohner auf 11,47 Quadratkilometern) und der Gemeinde Ruaudin.   
| Gemeinde | Einwohner Jahr | Fläche km² | Bevölkerungsdichte | Code INSEE | Postleitzahl |
| -------- | -------------- | ---------- | ------------------ | ---------- | ------------ |
| Le Mans  | 144.244 (2013) | –          | – Einw./km²        | 72181      | 72000        |
| Ruaudin  | 3.412 (2013)   | 13,78      | 248 Einw./km²      | 72260      | 72230        |

## Geschichte
Der Kanton Le Mans-Sud-Est entstand bei der Neugliederung der Kantone in der Region Le Mans im Jahr 1982.